# Лозовая (Волчанский район)
Лозовая (укр. Лозова), поселок, 
Новоолександровский сельский совет,
Волчанский район,
Харьковская область.
Код КОАТУУ — 6321684805. Население по переписи 2001 г. составляет 325 (150/175 м/ж) человек.

## Географическое положение
Посёлок Лозовая находится в начале балки Толколкин Яр, по которой протекает один из истоков реки Хотомля, на расстоянии в 3 км расположены сёла Новоалександровка и Приколотное.
Через посёлок проходит железная дорога, станция Платформа 79 км.

## История
- 1919 - дата основания.

## Экономика
- В селе есть молочно-товарная ферма.